# Ботельо, Педро Роберто
Пе́дро Робе́рто да Си́лва Боте́льо (порт.-браз. Pedro Roberto da Silva Botelho; 12 декабря 1989, Салвадор, Бразилия) — бразильский футболист, левый защитник.

## Биография
Педро Ботельо начал заниматься футболом в 2002 году в команде «Галисия», базирующейся в его родном городе — Салвадоре. В 2005 году перешёл в футбольную школу команды «Фигейренсе». В июле 2007 года контракт с футболистом подписал лондонский «Арсенал». Но игрок сразу же был отдан в аренду испанской команде «Саламанка», так как не смог получить разрешение на работу в Англии.
В июле 2008 года бразилец вернулся в расположение «канониров», но вскоре вновь был отдан в аренду «Саламанке». 23 июля 2009 года игрока арендовал футбольный клуб «Сельта». 24 июля 2010 года арендное соглашение с игроком заключил футбольный клуб «Картахена». В августе 2011 года игрок на правах аренды перешёл в «Райо Вальекано». 28 августа, в матче с «Атлетиком» (1:1), футболист дебютировал в Ла Лиге. 20 января 2012 года Ботельо был отдан в очередную аренду. На этот раз в «Леванте». 27 января, в матче Кубка Испании с «Валенсией» (0:3), состоялся дебют футболиста в составе «лягушек».
25 июля было объявлено о переходе футболиста в «Атлетико Паранаэнсе». В 2014—2015 годах выступал за «Атлетико Минейро».